# Salome Alexandra
Salome Alexandra (* 140 v.Chr.) was van 76 v.Chr. tot haar dood in 67 v.Chr. koningin van de Joodse Hasmonese staat. Salome/Salomé was haar Hebreeuwse naam, Alexandra haar Griekse. Wanneer haar naam niet voluit wordt geschreven, wordt meestal alleen haar Griekse naam vermeld. Ook op munten uit haar regeringsperiode staat alleen haar Griekse naam vermeld.

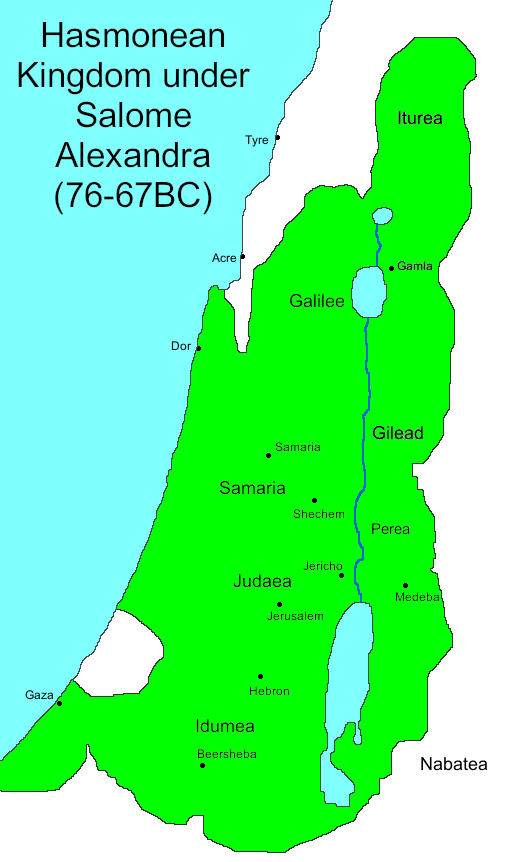
Het Hasmonese rijk onder Salomé Alexandra

## Voorgeschiedenis
Salome Alexandra's eerste huwelijk was met Aristobulus I, die aan het begin van zijn regering drie van zijn broers gevangen liet zetten omdat hij vreesde dat zij zijn koningschap niet zouden accepteren. Toen Aristobulus in 103 v.Chr. stierf, liet Alexandra de broers vrij. Zij hertrouwde met de oudste van hen, Alexander Janneüs en riep hem uit tot koning.

In 76 v.Chr. overleed Alexander Janneüs tijdens een beleg bij het bolwerk Ragaba. Salome Alexandra wachtte echter met het bekendmaken van zijn dood, totdat korte tijd later het bolwerk was ingenomen. Overeenkomstig Alexanders wens volgde Alexandra hem op als koningin over de Joodse staat.

## Hogepriesterschap
Eerdere Hasmonese heersers waren behalve koning ook hogepriester geweest, maar omdat Alexandra een vrouw was, was dit voor haar niet mogelijk. Daarom stelde zij een van haar zonen Hyrcanus II aan als hogepriester. Vermoedelijk verkoos zij hem boven zijn broer Aristobulus II, omdat hij een minder sterke persoonlijkheid had en Alexandra via Hyrcanus gemakkelijker zelf de touwtjes in handen kon houden.

## Farizeeën
Alexander Janneüs ondervond tijdens zijn regering grote problemen van de kant van de farizeeën, die niet alleen de combinatie van koningschap en priesterschap in één persoon afwezen, maar ook afwijzend stonden tegenover de omarming van hellenistische invloeden. De invloed van de farizeeën op de publieke opinie was echter zeer groot. Daarom gaf Alexander volgens de overlevering op zijn sterfbed aan zijn vrouw de raad zich met de farizeeën te verzoenen. Salome Alexandra, die zelf afkomstig was uit een farizese familie, volgde dit advies op en gaf de farizeeën een plaats in het Sanhedrin. Hierdoor nam de invloed van de farizeeën op het maatschappelijk leven alleen nog maar verder toe, ten koste van de sadduceeën. Dat ook Hyrcanus II farizese sympathieën had, droeg alleen nog maar meer bij aan hun rehabilitatie. De sadduceeën waren hier niet gelukkig mee, maar konden Alexandra's besluit niet tegenhouden. De farizeeën stonden positief tegenover de ontwikkelingen en hielden ook in later tijd Alexandra in ere. Zo werd Alexandra het eerste Hasmonese staatshoofd die goede banden met de farizeeën onderhield.

## Levenseinde en opvolging
Salome Alexandra's regering heeft negen jaar geduurd. Zij overleed volgens Flavius Josephus op 73-jarige leeftijd in 67 v.Chr.. Tijdens haar leven had haar zoon Aristobulus geaccepteerd dat hij niet veel politieke invloed had, maar toen zij op sterven lag riep hij legers samen om de troonopvolging op te eisen. Dit leidde tot een burgeroorlog tussen de beide broers, die voortduurde totdat de Romeinen in 63 v.Chr. Jeruzalem innamen.